# Janko Polić Kamov
Janko Polić Kamov (Rijeka, 1886 – Barcelona, 1910) va ser un poeta i escriptor croat.
Era fill d'una família benestant en decadència. La seva vida breu, va estar marcada per una actitud revolucionària i per la malaltia. Va viatjar força a Itàlia i va tenir contacte amb els cercles culturals i polítics, havent col·laborat al diari Avanti! del partit socialista en què un jove Mussolini n'era l'editor.
Janko Polić va afegir al seu nom, el pseudònim "Kamov" fent referència a Cam, el fill de Noè.
L'historiador Mladen Urem, afirma que Janko Polić podria ser el pare de Theodora Marković, més coneguda com a Dora Maar.
El 1956 es va publicar la seva obra completa que consta de dos llibres de poesia, diverses peces teatrals, narracions curtes, articles i la novel·la Isusena kaljuza.
Una de les seves obres més importants va ser el poemari Psovka (Blasfèmia, traduït al català pel poeta Pau Sif), nou poemes llargs, escrits quan tenia vint anys, que blasmen contra un món i un Déu tirànics i canta a favor de la revolta. Aquest poemari va introduir el vers lliure a la poesia croata i l'ha portat a ésser un dels poetes més estimats a Croàcia.
Va morir de malaltia als 23 anys a l'antic hospital de la Santa Creu de Barcelona.